# Тутонг
Тутонг — (малай. Daerah Tutong) — один з 4 округів (даера) в центральній частині Брунею. Адміністративний центр — Пекан-Тутонг. Площа — 1303 км², населення — 45 800 осіб (2010).

## Географія
На заході межує з округом Белайт, на північному сході — з округом Бруней-Муара, на сході — з малайським штатом Саравак. На півночі омивається водами Південно-Китайського моря. Через округ протікає річка Сунгаї-Тутонг.

## Адміністративний поділ
Округ поділяється на 8 мукім — районів:

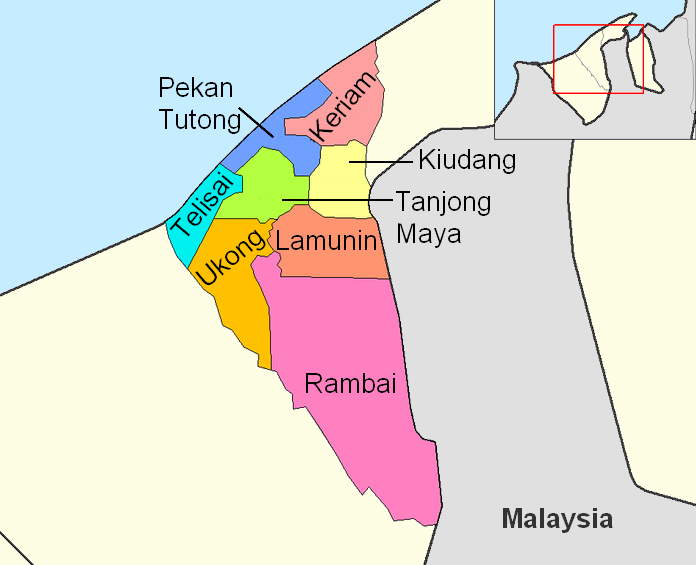
Провінції округу

- Керіам (Keriam)
- Кіюданг (Kiudang)
- Ламунін (Lamunin)
- Пекан-Тутонг (Pekan Tutong)
- Рамбаї (Rambai)
- Танджонг-Мая (Tanjong Maya)
- Телісаї (Telisai)
- Уконг (Ukong)

## Пам'ятки
- Історичний парк Мерімбум
- Пляж і зона відпочинку Сері Кенанган
- Зона відпочинку Сунгаї-Басонг
- Таму Тутонг — ринок традиційних промислів

| Бруней | Це незавершена стаття з географії Брунею. Ви можете допомогти проєкту, виправивши або дописавши її. |